# Laxsjön (Orsa socken, Dalarna, 681567-142529)
Laxsjön är en sjö i Orsa kommun i Dalarna och ingår i Dalälvens huvudavrinningsområde. Sjön har en area på 0,215 kvadratkilometer och ligger 596 meter över havet.

## Delavrinningsområde
Laxsjön ingår i det delavrinningsområde (681611-142590) som SMHI kallar för Utloppet av Laxsjön. Medelhöjden är 622 meter över havet och ytan är 2,33 kvadratkilometer. Det finns inga avrinningsområden uppströms utan avrinningsområdet är högsta punkten. Vattendraget som avvattnar avrinningsområdet har biflödesordning 4, vilket innebär att vattnet flödar genom totalt 4 vattendrag innan det når havet efter 377 kilometer. Avrinningsområdet består mestadels av skog (85 procent). Avrinningsområdet har 0,21 kvadratkilometer vattenytor vilket ger det en sjöprocent på 9,1 procent.